# Borre (Norvegia)
Borre este o localitate din comuna Horten, provincia Vestfold, Norvegia, cu o suprafață de 0,6 km² și o populație de 1.056 locuitori (2013).